# Carex hochstetteriana
Carex hochstetteriana — трав'яниста рослина родини осокових, ендемік Азорських островів.

## Поширення
Ендемік Азорських островів (острови Корву, Фаял, Флорес, Санта-Марія, Сан-Жорже, Сан-Мігель, Терсейра, Піку).